# چکچک دشتی

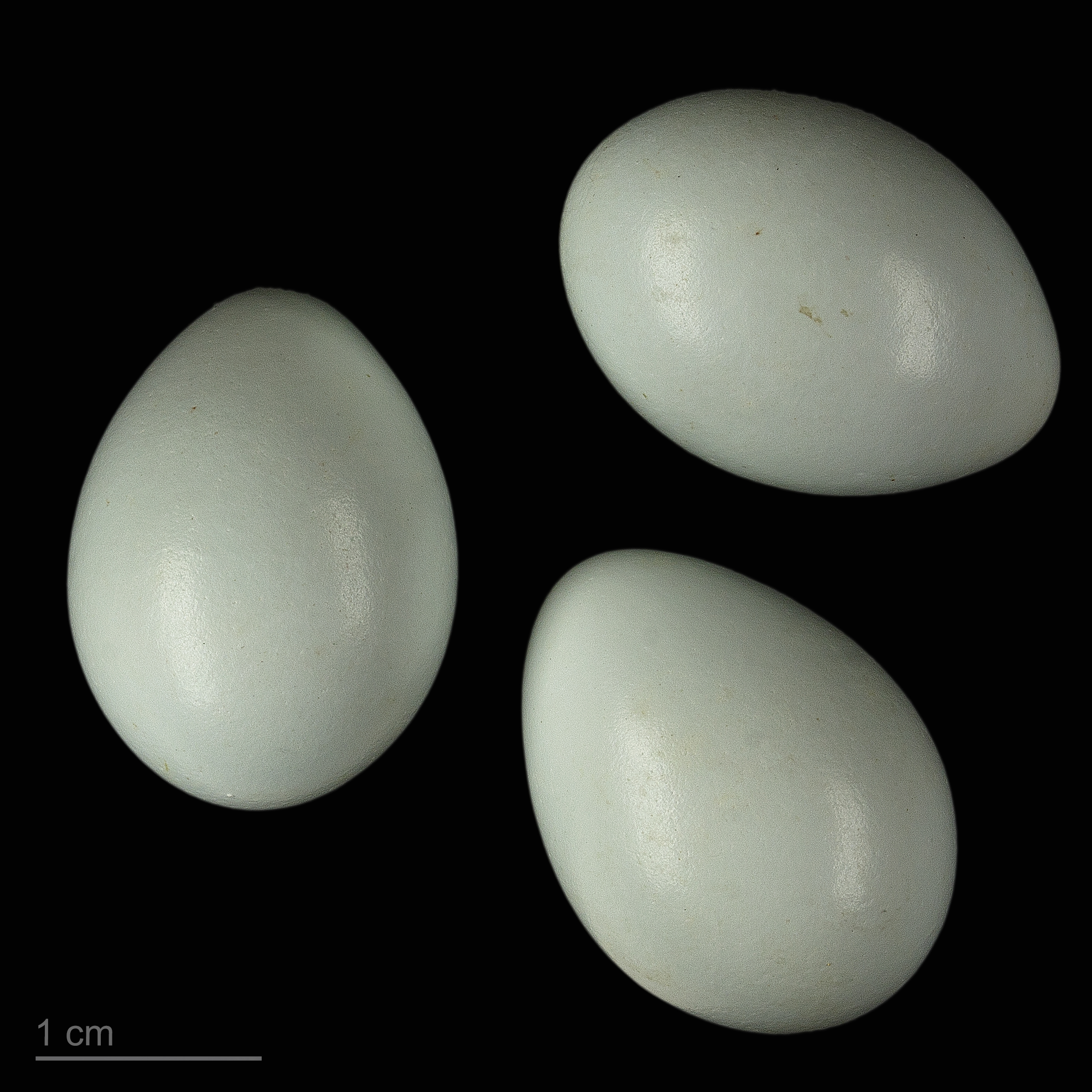
Oenanthe isabellina

چکچک دشتی (نام علمی: Oenanthe isabellina) گونه‌ای چکچک کوچک حشره‌خوار و کوچ‌کننده از تیره مگس‌گیران (حشره‌گیران بر قدیم) است که از جنوب روسیه و آسیای مرکزی تا شمال پاکستان به مهاجرت می‌پردازد. این پرنده زمستان‌ها را در آفریقا و شمال غربی هند می گذراند.

## توصیف ظاهری

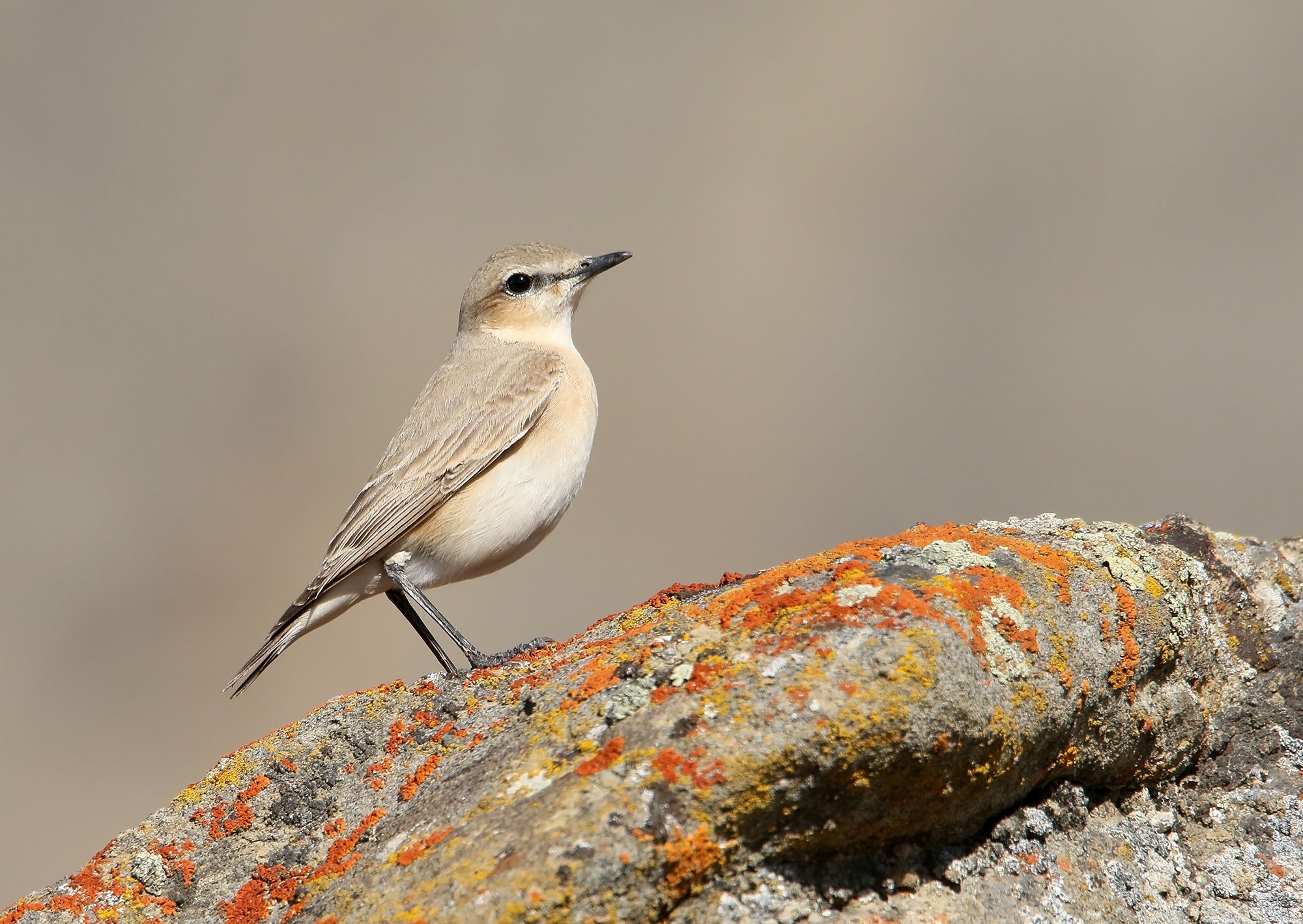
چکچک دشتی در پاکستان

چکچک دشتی ۱۶ سانتی‌متر طول دارد. در طبیعت، پرجثه با پاها و منقارها بزرگتر از واقعی دیده می‌شود. دم آن اندکی کوتاه است و به صورت راست می‌نشیند. دارای دودیسی جنسی نیست و دو جنس آن همشکل هستند، اما توسط شاهپر سفید سر شانه، که به داخل بال‌های بزرگ شنی رفته و تضاد اندکی با روتنه دارد، از هم تمایز داده می‌شوند. دمگاه آن‌ها سفید باریک و اغلب نوار انتهایی دم پهن تر و سیاه است. در هنگام پرواز، زیر بال‌ها و محل اتصال بال‌ها به بدن به رنگ نخودی سفید است. نوار ابرویی پهن‌تر و در جلو چشم سفیدتر است؛ اغلب دویده و دمش را با قدرت بالا و پایین می‌برد.

## زیستگاه
در تابستان، چکچک دشتی در مناطق لم یزرع، زمین‌های پوشیده از علف، واستپ‌ها به سر می‌برد و در زمستان به صورت مهاجر عبوری درکشتزارها دیده می‌شود. این پرنده در سوراخ دیوارهٔ کنار رودخانه، یا دیوارها آشیانه می‌سازد. در ایران، چکچک دشتی نیمه مهاجر است و به تعداد فراوان دیده می‌شود.